# Teddykaninchen

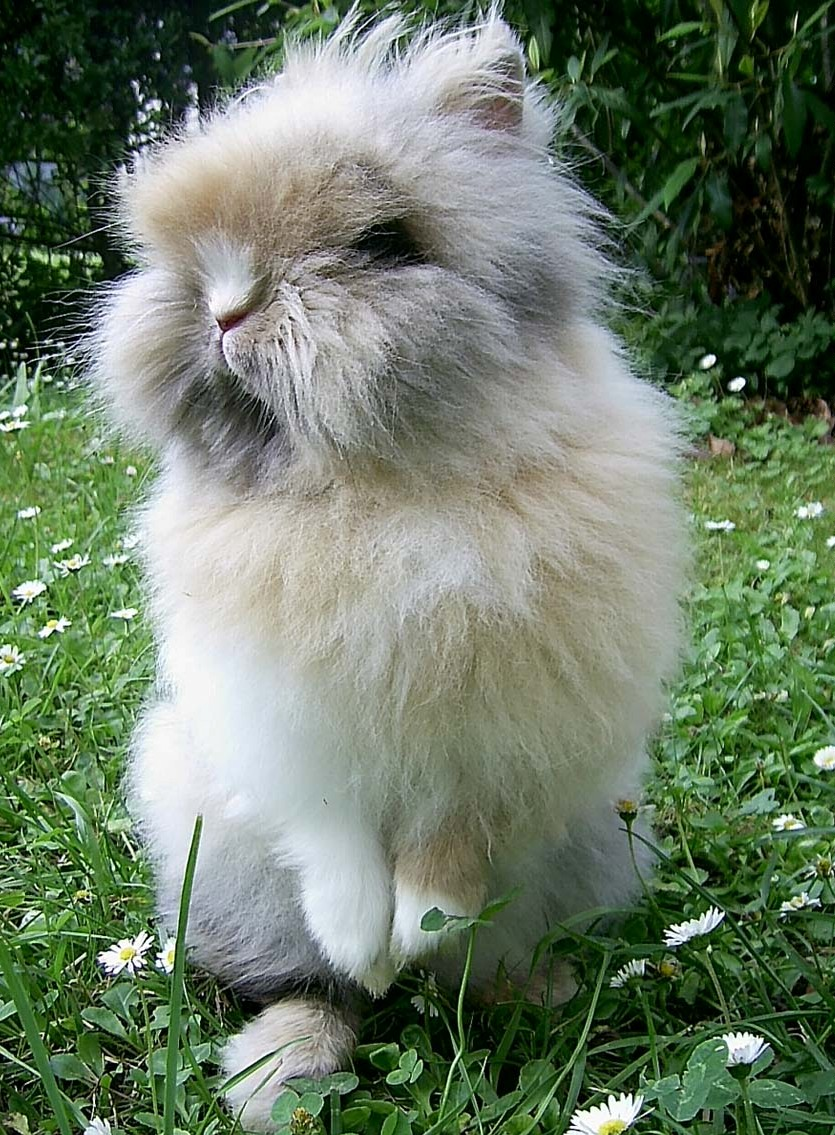
Teddykaninchen mit Stehohren

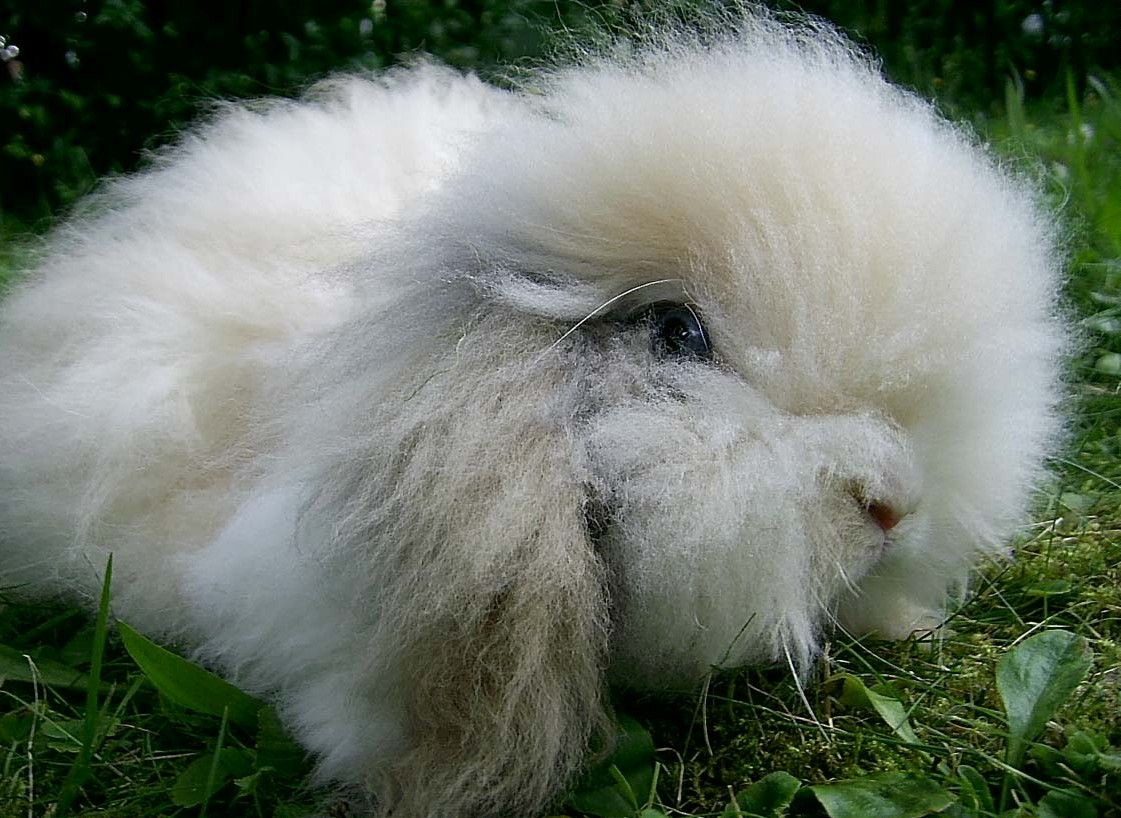
Teddykaninchen mit Schlappohren

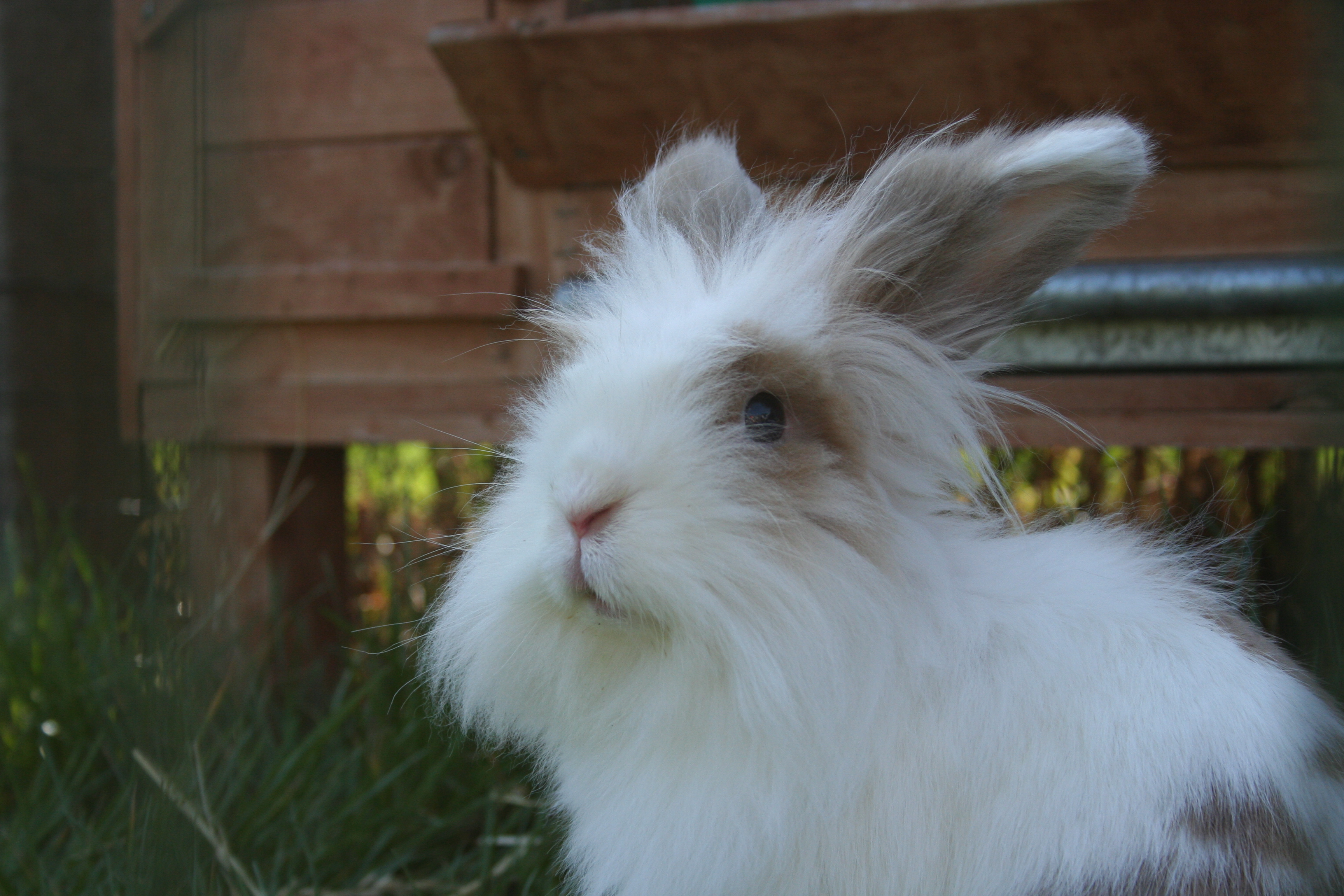
Teddywidder mit besonderer Fellzeichnung

Die Teddykaninchen sind Kaninchenrassen, die sich von anderen Zwergkaninchen durch ihr am ganzen Körper langes dichtes und weiches Fell unterscheiden. Mit einem Lebendgewicht von unter 2 kg werden sie zu den typischen Vertretern der Zwergkaninchenrassen gerechnet.

## Merkmale
Kennzeichnend für Teddykaninchen ist der Fellkeil, der die Rasse von anderen anerkannten kleinen Langhaarkaninchen unterscheidet und das weiche Fell, das auch bei Alttieren erhalten bleibt. Es wird, im Gegensatz zum Fell der Angorakaninchen, nicht geschoren und unterliegt dem normalen Fellwechsel.
Bei den Teddykaninchen sind alle Scheckungen erlaubt; es gibt sie mittlerweile in vielen verschiedenen Farben und Zeichnungen, häufig mit blauen Augen. Entsprechend ihrer Ohrhaltung werden die Teddykaninchen in Teddyzwerge mit stehenden und Teddywidder mit herabhängenden Ohren unterschieden.

## Teddyzwerg
Das Gewicht der ausgewachsenen Teddyzwerge liegt zwischen 800 und 1700 g. Häsinnen sollten ein Gewicht ab 1100 g haben, da zu kleine Häsinnen zur Zucht kaum geeignet sind. Das Idealgewicht bei einer Teddyzwerghäsin liegt bei 1350 g.
Das Gewicht des ausgewachsenen Rammlers kann zwischen 1000 und 1500 g liegen, wobei auch hier das Idealgewicht in Anlehnung an den Farbenzwerg 1350 g beträgt. Die Form des Körpers ist in der Regel kurz, gedrungen und walzenförmig. Er wirkt von vorn bis hinten gleichmäßig breit. Das Becken ist gut gerundet, die Läufe sind kurz, klein und feingliedrig. Die Blume liegt fest an.
Häsin und Rammler unterscheiden sich nur gering. Beide sind frei von Wammenansatz und Wamme. Das Fell sollte am ganzen Körper lang sein. Es sind alle Farben und Scheckungen erlaubt.
Trotz des langen Fells, muss darauf geachtet werden, dass es relativ pflegeleicht bleibt, es darf auf keinen Fall zur schnellen Verfilzung neigen. Der Kopf soll bei Rammler und Häsin eine breite Stirn aufweisen. Im Vergleich zum Körper wird ein markanter, kurzer und dicker Kopf angestrebt. Der Hals ist sehr kurz und kaum erkennbar. Die Augen sind groß und treten unter kräftigen Augenknochen hervor. Bei den Ohren ist die ideale Länge 5 bis 6,3 cm.
Die Ohren stehen nicht sehr eng zusammen, um dem üppigen Langhaar genügend Platz zu bieten. Außerdem sind sie abgerundet und recht stark behaart. Der genetisch verankerte Zwergenwuchs ist bei den Teddyzwergkaninchen nicht erwünscht und sollte nach Möglichkeit vermieden werden.

## Teddywidder
Das Gewicht eines ausgewachsenen Teddywidders beträgt 1300 bis 2000 g. Bei der Häsin beträgt das Idealgewicht 1600 bis 1900 g, beim Rammler liegt es zwischen 1500 und 1800 g. In Bau und Form sollen sie den typischen Zwergwidder darstellen und dem Standard des Zwergwidders entsprechen. Sie sind kurz und gedrungen. Ihre Schultern sind breit und von mittlerer Höhe. Sie haben einen wuchtigen, von vorn bis hinten gleichmäßig breiten, kurzen Körper mit gut abgerundetem Becken sowie kurzem und kräftigem Nacken. Ihre Läufe sind kurz und nicht zu fein. Die Rückenlinie zeigt sich schön geschwungen. Der Kopf der Teddyzwergwidder ist deutlich als Ramskopf ausgebildet, d. h. im Profil lässt sich eine deutliche Wölbung an Stirn und Nasenpartie erkennen. Außerdem ist der Kopf kurz, kräftig, ausgeprägt und mit breiter Schnauzenpartie sowie ausgeprägten Kinnbacken. Im Vergleich zum Körper ist der Kopf wuchtig und auffällig. Bei Häsinnen sieht der Kopf etwas schnittiger aus. Ansonsten unterscheiden sich Häsin und Rammler aber nur sehr wenig.
Eine Besonderheit der Teddywidder sind die Kronen. An den Ansätzen der Ohren befinden sich Wülste, die diesen Namen tragen.
Die Ohren hängen hufeisenförmig vom Kopf herab, die Schalenöffnungen sind nach ihnen gerichtet. Als ideale Länge der Ohren werden von Ohrspitze zu Ohrspitze 24 bis 26 cm angesehen. Die Augen sollten dunkel sein. Blaue Augen sind ebenfalls erlaubt.

## Geschichte der Rasse

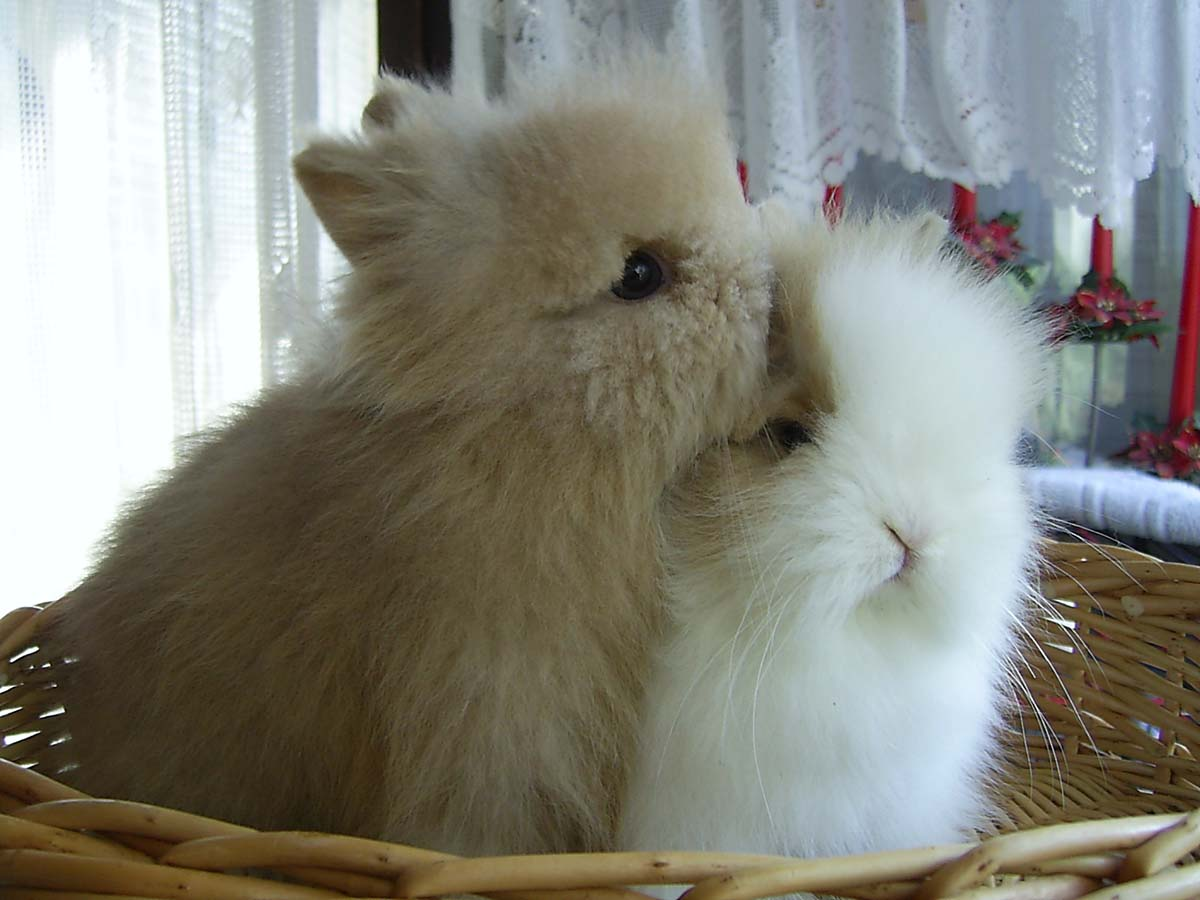
Teddyzwerge Jungtiere

Teddykaninchen sind sehr junge Züchtungen und werden ausschließlich von Liebhabern als Heimtiere gehalten. Die Rasse ist weder vom Zentralverband Deutscher Rasse-Kaninchenzüchter (ZDRK) noch vom Bund Deutscher Kaninchenzüchter (BDK) anerkannt. In letzterem Verband sind die Teddykaninchen jedoch seit 2009 als Neuzucht zugelassen. In der Tschechischen Republik und in Schweden laufen die Anträge zur Aufnahme in den Verbandsstandard. Als erster Verband hat Portugal die Teddykaninchen anerkannt. Die genaue Entstehung und Herauszüchtung der Teddykaninchen ist im Einzelnen nicht mehr nachzuvollziehen.
Man geht davon aus, dass die Teddykaninchen, wie alle Langhaarrassen, im Ursprung aus verschiedenen Einkreuzungen mit Angorakaninchen entstanden sind. Den Fellkeil verdanken die Teddykaninchen ursprünglich dem französisch/belgischen Bartkaninchen (in Frankreich ist dieses unter dem Namen „le lapin-lion“ – Löwenkaninchen bekannt), welches mit Farbenzwergen gekreuzt wurde.
Auch die Löwenzwerge, ursprünglich eine Kreuzung von Fuchszwergen und Farbenzwergen, die in den Anfängen noch keinen Keil aufwiesen, sind durch die Einkreuzung von Bartkaninchen auch zu "Keilträgern", allerdings spalterbig, geworden.
In diese anfänglichen Löwenzwerge wurden bald darauf noch Jamora und auch belgische/französische Angorazwerge mit eingekreuzt. Daraus entstanden zuerst die Angoralöwenzwerge (ebenfalls spalterbig hinsichtlich des Fellkeils). Ende des 20. Jahrhunderts tauchten dann die ersten Teddykaninchen, also Langhaarzwergkaninchen mit Fellkeil, der sich bei Reinzucht (TZ x TZ) reinerbig weitergibt, in den Würfen bei verschiedenen Züchtern auf. Die Bezeichnung Teddykaninchen schuf der 2004 in Deutschland eigens für diese Neuzüchtungen gegründete Teddykaninchenclub. Mittlerweile gibt es deutschlandweit über 170 registrierte Teddykaninchenzüchter und dazu weitere, nicht organisierte Halter.
Die Teddykaninchen haben längst über Deutschland hinaus Einzug in fast alle europäischen Länder gehalten, in vielen gibt es inzwischen Teddyclubs, die teilweise auch den Kaninchen- oder Kleintierzuchtorganisationen beigetreten sind.